# Marek Golka
Marek Golka (ur. 24 kwietnia 1948) – nauczyciel fizyki, techniki i astronomii, profesor oświaty, znany z niekonwencjonalnych metod prowadzenia zajęć, nauczyciel Roku 2010.

## Życiorys
Od 1974 r. pracował w VI Liceum Ogólnokształcącym im. Jana Kochanowskiego w Radomiu, a następnie w Publicznym Gimnazjum nr 5 w Radomiu. Od 2012 roku uczy fizyki i prowadzi olimpijskie koło fizyczne w XIII Liceum Ogólnokształcącym w Szczecinie. Jest rekordzistą w kraju, jeśli chodzi o liczbę olimpijczyków z techniki, fizyki oraz astronomii. Łącznie wychował 340 finalistów (w tym 121 laureatów) ogólnopolskich oraz międzynarodowych olimpiad przedmiotowych. Jest członkiem elitarnego Stowarzyszenia Nauczycieli Olimpijskich.
W ciągu 6 lat pracy w XIII Liceum Ogólnokształcącym w Szczecinie wychował:
- 42 finalistów, w tym 7 laureatów Olimpiady Fizycznej, w tym 2 zwycięzców
- 27 finalistów, w tym 13 laureatów Olimpiady Wiedzy Technicznej
- 13 finalistów, w tym 5 laureatów Olimpiady Astronomicznej
- Zwycięzcę Olimpiady Wiedzy Elektrycznej i Elektronicznej "Euro-Elektra"

14 października 2008 r. za znaczący i uznany dorobek zawodowy został nagrodzony przez Premiera RP Donalda Tuska honorowym tytułem profesora oświaty. W 2010 z rąk prezydenta RP Bronisława Komorowskiego oraz minister edukacji narodowej Katarzyny Hall otrzymał tytuł Nauczyciel Roku 2010 przyznawanym w plebiscycie czasopisma "Głos Nauczycielski".
W wyborach samorządowych w 2010 uzyskał mandat radnego Rady Miejskiej w Radomiu, kandydując z listy PO.

## Nagrody i wyróżnienia
Wśród licznych nagród, tytułów i wyróżnień warto wymienić następujące:
- Nagroda Polskiego Towarzystwa Fizycznego – 2001;
- Krzyż Kawalerski Orderu Odrodzenia Polski[5] – październik 2002;
- Nauczyciel Roku, Radomianin Roku – 2006;
- Nagroda Ministra Edukacji Narodowej Katarzyny Hall, Nagroda Mazowieckiego Kuratora Oświaty Karola Semika oraz Nagroda Prezydenta Miasta Radomia Andrzeja Kosztowniaka – 2008/ 2009;
- Nauczyciel Roku – 2010;
- Odznaka Przyjaciela Dzieci (TPD) – 2010.
- Laureat konkursu Popularyzator Nauki[6] - 2011.